# Floyd B. Olson
Floyd Bjørnstjerne Olson, né le 13 novembre 1891 à Minneapolis (Minnesota) et mort le 22 août 1936 à Rochester (Minnesota) est un homme politique américain. Il est le premier gouverneur de l'État du Minnesota issu du Parti fermier-ouvrier en servant comme 22e gouverneur de 1931 jusqu'à sa mort en 1936. Malgré son temps réduit à son poste, Olson considéré comme un « radical » a eu une influence significative dans l'histoire et le développement d'une politique progressiste de son état.

## Publications

### Articles
- « The Heritage of Minnesota », Minnesota History, vol. 14, no 2,‎ juin 1933, p. 165-171 (ISSN 0026-5497, lire en ligne , consulté le 20 juin 2023)